# 瀧澤信秋
瀧澤 信秋（たきざわ のぶあき、1971年 - ）は、日本のホテル評論家、旅行作家、経営コンサルタント。

## 人物
長野県上田市出身。北海道大学（大学院）、埼玉大学（経済経営）大学院人文社会科学研究科博士前期課程。修士（経営学）。ホテル評論や批評を中心に、ホテルの予約や利用術・活用術等、宿泊者利用者の立場からホテル全般に関する調査・研究や提言を、また、ホテルや旅館のおもてなし（ホスピタリティ）・サービスへの評価やクレーム、ホテルに関する社会的な問題などについて、ホテル経営者やスタッフ、関係者などへ取材の上、マスコミへの情報提供を行う。観光のメディアリレーションズも専門領域とする。北海道大学大学院国際広報メディア・観光学院（IMCTS）在籍。
ジャーナリスト、旅行作家として専門誌、旅行誌、文芸誌をはじめ、ウェブメディアなどへホテルに関係するニュースやホテル情報の定期的な寄稿、ホテルにまつわるエッセイ、旅のエッセイなども発表している。また、ホテルコンサティングの業務を行う会社に所属。一般企業、デベロッパー、建築家とのホテル開発プロジェクト、共同企画・開発への参画、ホテル施設や客室の改善提案、プロデュース、監修などに携わる。

## 評論対象
宿泊施設が提供するサービスという視座から、ラグジュアリーホテル、デラックスホテル、ビジネスホテルからカプセルホテル、レジャーホテル（ラブホテル）、簡易宿所（カプセルホテル、ゲストハウス、簡易宿泊所）といった多業態についてメディアから発信する。メディアで多用されている「ホテル朝食合戦」「進化系ビジネスホテル」「付加価値型ホテル」「進化型カプセルホテル」、ホテル不足・ホテル高騰問題での「ホテル難民」などのワード発信者。

## 評論手法
長年に渡り消費生活に関する相談・アドバイザリー業務を行い、ホテル評論に関しても利用者の視点から是々非々の批評を展開することで知られる。故に、同一のホテルにつきある部分を批判することもあれば、他の部分については絶賛する場合もある。コロナ禍前のインバウンド活況下において露呈したホテル不足・ホテル高騰問題とその対策、コロナ禍におけるGo To キャンペーンや全国旅行支援といった観光需要喚起策についても、その事業者救済という性格から、消費者利益、現場従業員の視点に立ち批評するスタンスをとる。

## 著書
- 辛口評論家、星野リゾートに泊まってみた（光文社新書）[21]
- 最強のホテル100 (ホテル評論家が自腹で泊まる!)（イースト・プレス）[22]
- 365日 365ホテル 上（マガジンハウス）[23]
- ホテルに騙されるな！プロが教える絶対失敗しない選び方（光文社新書）[24]

## 出演
- 日本テレビ「行列のできる相談所」（ホテル企画レギュラー）[25]
- TBSテレビ「マツコの知らない世界」（3大CMホテルの世界/ビジネスホテルの世界/リゾートホテルの世界/ホテルスペシャル/ホカンスの世界/リゾートホテルの世界）[26]
- 読売テレビ「かんさい情報ネットten.」（教えて！気になるアレ どうなっten/月曜ホテル特集レギュラー）[27]
- J-WAVE「ALL GOOD FRIDAY」（TOKYO SAVVY/ホテルコーナーレギュラー）[28]
- BSフジ「瀧澤信秋の最強ホテル」[29]